# Fredrik Wulff (systemekolog)
Fredrik Wulff, född den 5 maj 1942, död den 20 maj 2016, var en svensk professor och pionjär inom marin systemekologi.

## Biografi
Wulff disputerade 1978 på en avhandling om hällkar som ekosystem, utförd vid Stockholms universitets fältstation Askölaboratoriet i Trosa skärgård. Han kom därefter att arbeta i ett tioårigt storprojekt om Östersjöns ekosystem finansierat av Naturvetenskapliga forskningsrådet, och bidrog till att skapa en helhetssyn på Östersjöns miljö. I samarbete med oceanografen Anders Stigebrandt vid Göteborgs universitet skapades  ekosystemmodeller och miljödatabaser för Östersjön.
1999–2006 ledde Wulff forskningsprogrammet MARE, Marine Research on Eutrophication, som med en serie länkade modeller beskrev hur olika reningsåtgärder påverkar Östersjöns övergödning. Detta blev grunden för övergödningsdelen av Baltic sea action plan, beslutad 2007.
Wulff hade en betydande vetenskaplig publicering med ett h-index på mer än 35.

## Utmärkelser
- 1998 - Östersjöstiftelsens stora pris